# ピンヒールサーファー
「ピンヒールサーファー」は、SCANDALの14枚目のシングル。2012年9月12日にエピックレコードジャパンから発売された。

## 概要
「ピンヒールサーファー」はTRICERATOPSの和田唱によってプロデュースされた。この曲のMVの衣装はOL風になっている。
「OSAKA」は2ndシングル「SAKURAグッバイ」収録の「TOKYO」の歌詞が異なるバージョンである。

## 収録曲
1. ピンヒールサーファー [5:04]
作詞・作曲・編曲：和田唱
2. OSAKA [3:02]
作詞：SCANDAL、MASTERWORKS　作曲：MASTERWORKS　編曲：川口圭太
3. ピンヒールサーファー（Instrumental）